# ジュディ・マイコヴィッツ
ジュディ・アン・マイコヴィッツ（英語: Judy Anne Mikovits、1958年4月1日 - ）は、アメリカ合衆国の元研究者。ウイルス学者、生化学者。
日本においては、ジュディ・ミコヴィッツ（英語表記は同じ）という表記も見られる。2006年から2011年までホイットモア・ピーターソン研究所で主任研究員を務めた。

## 初期の経歴
1980年にバージニア大学で化学の学士号を得た後、1986年から1987年までアップジョン社で、1988年からはアメリカ国立がん研究所で検査技師として勤めた。
1991年にジョージ・ワシントン大学で博士論文『Negative Regulation of HIV Expression in Monocytes』により生化学の博士号を得た。1993年から1994年まで博士研究員を務め、のちにアメリカ国立がん研究所のルセッティ白血球生物学研究所で科学者を務めた。2001年5月に同研究所を退職し、エピゲンクス生物科学に勤めた。
このほか、2005年末までにはカリフォルニア州のヨットクラブでバーテンダーとして勤めたこともある。2006年にホイットモア・ピーターソン研究所で主任研究員を務めた。